# Йенбах
Йѐнбах (на немски: Jenbach) е селище в Западна Австрия. Разположен е около река Ин в окръг Швац на провинция Тирол. Надморска височина 563 m. Първите сведения за селището датират от 1269 г. Има жп гара. Отстои на 36 km на североизток от Инсбрук. Население 7021 жители към 1 януари 2016 г.